# Carl Folcker
Carl Wilhelm Folcker (28. marts 1889 – 2. juli 1911) var en svensk gymnast som deltog i OL 1908 i London.
Folcker blev olympisk mester i gymnastik under OL 1908 i London. Han var med på det svenske hold som vandt holdkonkurrencen i multikamp.